# IPhone X
iPhone X（アイフォーン テン）は、Appleが開発・販売していたスマートフォンである。

## 概要
iPhone Xは、2017年9月12日（現地時間）、アメリカ・カリフォルニア州クパティーノ本社Apple ParkのSteve Jobs Theaterで初開催されたApple Special Eventで最後に「One more thing...」として発表された。
2017年10月27日から予約開始。耐水・防塵はIP67等級を有している。
iPhone Xの外観は前面がOLEDディスプレイで覆われており、背面がガラスパネルになったことでワイヤレス給電規格のQiに対応した。これによりQi対応のワイヤレス充電器や、Appleから発売予定のAirPowerによりワイヤレス充電が可能になる予定だったが、2019年3月29日（現地時間）に、AirPowerの開発中止が発表された。iPhone 4s以前で採用されていた、ステンレス製のフレームを採用している。頑丈で 、アルミニウムフレームにはない光沢が得られている。本体カラーはシルバーとスペースグレイの2色となっている。CPUにはApple A11 Bionicが採用。Face IDと呼ばれる顔だけでロックを解除することができる新たな認証システムを採用。さらにアニ文字と呼ばれる機能が搭載されている。これらの機能は新しくiPhone X以降で採用された深度センサーを備えたTrueDepthカメラによって実現されている。
2018年9月13日のiPhone XS、XS Max、XRの発表と同時に公式ホームページでの販売を終了した。
2023年6月7日に、WWDC23より発表されたiOS 17では、iPhone 8／iPhone 8 Plusと共にサポート対象外となった。

## 仕様

### ハードウェア
iPhone Xでは、iPhone史上初となるOLEDを採用、背面はガラスを採用している。カラーはスペースグレイ、シルバーの2色となっている。
画面は5.8インチワイドスクリーン（正確には5.85インチ）のSuper Retina HDディスプレイで、新たにTrue ToneやHDRに対応した。OLEDディスプレイを採用し、1,000,000：1のコントラスト比を実現した。画面解像度も2,436×1,125（458ppi）とiPhone史上最高となった。画面形状は従来の長方形とは異なり、筐体に沿った四隅と画面上部のTrueDepthカメラ部に切り欠きが入っている。画面サイズは対角線の長さこそiPhone 8 Plusよりも大きいが、縦長になったため、面積ではやや下回る。
またiPhone 8/8 Plus同様ワイヤレス充電（Qi準拠）を採用し、高音質コーデックであるEnhanced Voice Services（EVS-WB）に対応している。
iPhone 6s/6s Plusより採用されている3D Touchを引き続き採用。しかし、iPhone 6s/6s Plus、iPhone 7/7 Plus、iPhone 8/8 Plusに搭載されているものとは感圧センサーの方式が異なっている。従来は電極と指の間の静電容量の変化を検知する方式だったが、iPhone Xは配線パターンの抵抗値の変化を検知する方式に変更されている。新たな方式を採用したことで、iPhone Xはディスプレイを押す強さを従来方式よりもきめ細かく検知することが可能になっている。
従来のiPhoneで光学式手ぶれ補正（OIS）がついていたのは広角レンズだけであったが、今回初めて広角・望遠レンズ双方に光学式手ぶれ補正機構が内蔵された。望遠レンズは従来よりもやや広角寄りの画角である。
2018年3月30日、iOS 11.3とキャリア設定アップデートより、NTTドコモのPREMIUM 4Gで最大受信速度594Mbpsのデータ通信に対応した。

## 従来モデルとの違い
iPhone Xは、iPhone史上初の全画面ディスプレイとなり、ホームボタンが廃止された。
スクリーン下部に常にバー（ホームインジケータ）が表示される。ホームインジケータを上にスワイプしてホームに戻る、 Appスイッチャーを開くなどの操作ができる。これまでのiPhoneとは違い、コントロールセンターは右上から下にスワイプするなど、操作方法が異なる点が多い。また、指紋認証によるTouch IDに代わり、新たに搭載されたTrueDepthカメラによる顔認識を用いた認証システムであるFace IDが採用された。
従来のiPhoneで表示されていたバッテリー残量表示は、ステータスバーの表示部分が狭いことから廃止されたが、iOS 16以降では表示可能となった（コントロールセンターでは表示される）。スクリーンショットを撮影すると、スクリーン上部の切り抜き部分と四隅の丸い角の部分も撮影される。

## 急速充電（PD充電）の仕様
iPhone Xを急速充電するにはApple USB-C - Lightningケーブルと18W、29W、61W、87WのApple USB-C電源アダプタを使用する必要がある。急速充電を行うと30分で50%まで充電できる。18Wを超えるApple USB-C電源アダプタを使用しても18W電源アダプタと同じ出力になる。iMacのUSB-Cポートでは15Wでの急速充電が出来る他、MacのUSB Type-Aポートでも10Wで急速充電ができる。

## iPhone Xディスプレイモジュール交換プログラム
ディスプレイモジュールのコンポーネントに故障可能性があり、それによって一部のiPhone Xのディスプレイにおいて「ディスプレイまたはディスプレイの一部がまったく反応しないか、反応したりしなかったりする」「タッチしていないのにディスプレイが反応する」症状が見られることが判明し、2018年11月9日よりディスプレイモジュール交換プログラムが開始された。対象となるデバイスかどうかは修理開始前に実機検査の必要があるとしている。
タッチの問題に対する iPhone X ディスプレイモジュール交換プログラム(既に終了済み)

## 付属品
- Lightning - 3.5 mmヘッドフォンジャックアダプタ
- EarPods with Lightning Connector
- Lightning - USBケーブル
- 5W USB電源アダプタ
- マニュアル